# Товака велика
Товака велика (Chamaeza nobilis) — вид горобцеподібних птахів родини мурахоловових (Formicariidae).

## Поширення
Вид поширений в Південній Америці. Заселяє значну частину басейну Амазонки. Трапляється на південному сході Колумбії, сході Еквадору та Перу, північному заході Болівії та заході Бразилії.

## Опис
Птах завдовжки 22,5 см, вагою 119—152 г. Тіло міцне з короткими закругленими крилами, довгими і сильними ніжками та коротким квадратним хвостом. Верхня частина тіла коричневого забарвлення, з червонуватим відтінком на голові. Надбрівна смуга, горло, центральна частина черева білого кольору. Груди та боки строкаті, чорні з білим. Дзьоб чорнуватий з фіолетовою основою.

## Спосіб життя
Мешкає у вологих лісах з густим підліском. Трапляється поодинці або парами. Більшу частину дня проводить на землі, шукаючи поживу, рухаючись досить повільно і обережно, готовий сховатися в гущавині підліску за найменшої небезпеки. Живиться комахами та іншими дрібними безхребетними.